# ヘミュツ
ヘミュツ（Hæmyts）は、ナルト叙事詩の登場人物。エクセルテグとゼラセの子で、ウリュズメグと兄弟。海神ドン・ベッテュルの一族の女性と結婚するが、ずる賢いシュルドンのために離縁することになった。しかしこの女性との間に、ナルト最大の英雄バトラズをもうけた。後に狩りに夢中になっているところを、サイネグ・エルダルという剣士によって斬り殺された。